# Cena BAFTA za nejlepší filmovou hudbu
Cena BAFTA za nejlepší filmovou hudbu je ocenění každoročně udělované Britskou akademií filmového a televizního umění (British Academy of Film and Television Arts, BAFTA). Jedná se o obdobu amerických cen Oscar. Ocenění je udělováno od roku 1968 (první kategorie vznikly už v roce 1948).

## Vítězové a nominovaní
| Rok  | Skladatel              | Za hudbu ve snímku   |
| ---- | ---------------------- | -------------------- |
| 1968 | John Barry             | Lev v zimě           |
| 1968 | John Addison           | Útok lehké kavalerie |
| 1968 | Francis Lai            | Žít a užít           |
| 1968 | Nino Rota              | Romeo a Julie        |
| 1969 | Mikis Theodorakis      | Z                    |
| 1969 | Georges Delerue        | Zamilované ženy      |
| 1969 | Michel Legrand         | Aféra Thomase Crowna |
| 1969 | Richard Rodney Bennett | Tajný obřad          |

### Sedmdesátá léta
| Rok  | Skladatel | Za hudbu ve snímku                  |
| ---- | --- | ----------------------------------- |
| 1970 | Kurt Bacharach | Butch Cassidy a Sundance Kid        |
| 1970 | Richard Rodney Bennett | Postavy v krajině                   |
| 1970 | Johnny Douglas | The Railway Children                |
| 1970 | Arlo Guthrie | Alicin restaurant                   |
| 1971 | Michel Legrand | Léto roku 1942                      |
| 1971 | John Hammond | Malý velký muž                      |
| 1971 | Isaac Hayes | Detektiv Shaft                      |
| 1971 | Charles Dumont | Pan Hulton jede na výstavu          |
| 1972 | Nino Rota | Kmotr                               |
| 1972 | Richard Rodney Bennett | Lady Caroline Lamb                  |
| 1972 | Third Ear Band | Macbeth                             |
| 1972 | Alfred Ralston | Mladý Winston                       |
| 1973 | Alan Price | Šťastný to muž                      |
| 1973 | Bob Dylan | Pat Garrett a Billy Kid             |
| 1973 | Taj Mahal | Sounder                             |
| 1973 | Mikis Theodorakis | Stav obležení                       |
| 1974 | Richard Rodney Bennett | Vražda v Orient expresu             |
| 1974 | Francis Lai | Šťastný Nový rok                    |
| 1974 | Jerry Goldsmith | Čínská čtvrť                        |
| 1974 | Michel Legrand | Tři mušketýři                       |
| 1974 | Mikis Theodorakis | Serpico                             |
| 1975 | John Williams | Čelisti / Skleněné peklo            |
| 1975 | Nino Rota | Kmotr II                            |
| 1975 | David Shire | Přepadení vlaku z Pelhamu           |
| 1975 | Jerry Goldsmith | Vítr a lev                          |
| 1976 | John Addison | Taxikář                             |
| 1976 | Paul Williams | Bugsy Malone                        |
| 1976 | Jack Nitzsche | Přelet nad kukaččím hnízdem         |
| 1976 | Richard M. Sherman a Robert B. Sherman                                                                                                 | Pantofliček a růže                  |
| 1977 | John Addison | Příliš vzdálený most                |
| 1977 | Richard Rodney Bennett | Equus                               |
| 1977 | Marvin Hamlisch | Agent, který mne miloval            |
| 1977 | Paul Williams, Barbra Streisand, Kenny Ascher, Rupert Holmes, Leon Russell, Kenny Loggins, Alan Bergman, Marilyn Bergman a Donna Weiss | Zrodila se hvězda                   |
| 1978 | John Williams | Star Wars: Epizoda IV – Nová naděje |
| 1978 | Barry Gibb, Maurice Gibb a Robin Gibb                                                                                                  | Horečka sobotní noci                |
| 1978 | John Williams | Blízká setkání třetího druhu        |
| 1978 | Georges Delerue | Julia                               |
| 1979 | Ennio Morricone | Nebeské dny                         |
| 1979 | Jerry Goldsmith | Vetřelci                            |
| 1979 | Richard Rodney Bennett | Amíci                               |
| 1979 | Carmine Coppola a Francis Ford Coppola                                                                                                 | Apokalypsa                          |

### Osmdesátá léta
| Rok  | Skladatel                                                            | Za hudbu ve snímku                         |
| ---- | -------------------------------------------------------------------- | ------------------------------------------ |
| 1980 | John Williams                                                        | Star Wars: Epizoda V – Impérium vrací úder |
| 1980 | Hazel O'Connor                                                       | Breaking Glass                             |
| 1980 | Michael Gore                                                         | Fame                                       |
| 1980 | John Deacon, Brian May, Freddie Mercury, Roger Taylor a Howard Blake | Flash Gordon                               |
| 1981 | Carl Davis                                                           | Francouzova milenka                        |
| 1981 | Burt Bacharach                                                       | Arthur                                     |
| 1981 | Vangelis                                                             | Ohnivé vozy                                |
| 1981 | John Williams                                                        | Dobyvatelé ztracené archy                  |
| 1982 | John Williams                                                        | E.T. – Mimozemšťan                         |
| 1982 | Vangelis                                                             | Blade Runner                               |
| 1982 | George Fenton a Ravi Šankar                                          | Gándhí                                     |
| 1982 | Vangelis                                                             | Nezvěstný                                  |
| 1983 | Rjúiči Sakamoto                                                      | Veselé Vánoce, pane Lawrenci               |
| 1983 | Giorgio Moroder                                                      | Flashdance                                 |
| 1983 | Mark Knopfler                                                        | Místní hrdina                              |
| 1983 | Jack Nitzsche                                                        | Důstojník a džentlmen                      |
| 1984 | Ennio Morricone                                                      | Tenkrát v Americe                          |
| 1984 | Paco de Lucía                                                        | Carmen                                     |
| 1984 | Mike Oldfield                                                        | Vražedná pole                              |
| 1984 | Ry Cooder                                                            | Paříž, Texas                               |
| 1986 | Ennio Morricone                                                      | Mise                                       |
| 1986 | Herbie Hancock                                                       | Kolem půlnoci                              |
| 1986 | John Barry                                                           | Vzpomínky na Afriku                        |
| 1986 | Richard Robbins                                                      | Pokoj s vyhlídkou                          |
| 1987 | Ennio Morricone                                                      | Neúplatní                                  |
| 1987 | George Fenton a Jonas Gwangwa                                        | Volání svobody                             |
| 1987 | Stanley Myers                                                        | Wish You Were Here                         |
| 1987 | Peter Martin                                                         | Naděje a sláva                             |
| 1988 | John Williams                                                        | Říše slunce                                |
| 1988 | Lennie Niehaus                                                       | Bird                                       |
| 1988 | Rjúiči Sakamoto, David Byrne a Cong Su                               | Poslední císař                             |
| 1988 | Dick Hyman                                                           | Pod vlivem úplňku                          |
| 1989 | Maurice Jarre                                                        | Společnost mrtvých básníků                 |
| 1989 | Trevor Jones                                                         | Hořící Mississippi                         |
| 1989 | George Fenton                                                        | Nebezpečné známosti                        |
| 1989 | Carly Simonová                                                       | Podnikavá dívka                            |

### Devadesátá léta
| Rok  | Skladatel                                        | Za hudbu ve snímku                       |
| ---- | ------------------------------------------------ | ---------------------------------------- |
| 1990 | Andrea a Ennio Morricone                         | Bio Ráj                                  |
| 1990 | Dave Grusin                                      | Báječní Bakerovi hoši                    |
| 1990 | George Fenton                                    | Memphiská kráska                         |
| 1990 | Carly Simonová                                   | Pohlednice z Hollywoodu                  |
| 1991 | Jean-Claude Petit                                | Cyrano z Bergeracu                       |
| 1991 | John Barry                                       | Tanec s vlky                             |
| 1991 | Hans Zimmer                                      | Thelma a Louise                          |
| 1991 | Howard Shore                                     | Mlčení jehňátek                          |
| 1992 | David Hirschfelder                               | Tanec v srdci                            |
| 1992 | John Altman                                      | Poslouchej mou píseň                     |
| 1992 | Randy Edelman a Trevor Jones                     | Poslední Mohykán                         |
| 1992 | Howard Ashman a Alan Menken                      | Kráska a zvíře                           |
| 1993 | John Williams                                    | Schindlerův seznam                       |
| 1993 | Alan Menken                                      | Aladin                                   |
| 1993 | Michael Nyman                                    | Piano                                    |
| 1993 | Marc Shaiman                                     | Samotář v Seattlu                        |
| 1994 | Don Was                                          | Backbeat                                 |
| 1994 | Guy Gross                                        | Dobrodružství Priscilly, královny pouště |
| 1994 | Richard Rodney Bennett                           | Čtyři svatby a jeden pohřeb              |
| 1994 | Hans Zimmer                                      | Lví král                                 |
| 1995 | James Horner                                     | Statečné srdce                           |
| 1995 | Patrick Doyle                                    | Rozum a cit                              |
| 1995 | George Fenton                                    | Šílenství krále Jiřího                   |
| 1996 | Gabriel Yared                                    | Anglický pacient                         |
| 1996 | Tim Rice a Andrew Lloyd Webber                   | Evita                                    |
| 1996 | Trevor Jones                                     | Odpískáno                                |
| 1996 | Luis Enríquez Bacalov                            | Pošťák                                   |
| 1996 | David Hirschfelder                               | Záře                                     |
| 1997 | Nellee Hooper, Craig Armstrong a Marius de Vries | Romeo a Julie                            |
| 1997 | James Horner                                     | Titanic                                  |
| 1997 | Anne Dudley                                      | Do naha!                                 |
| 1997 | Jerry Goldsmith                                  | L. A. – Přísně tajné                     |
| 1998 | David Hirschfelder                               | Královna Alžběta                         |
| 1998 | Barrington Pheloung                              | Hilary a Jackie                          |
| 1998 | Stephen Warbeck                                  | Zamilovaný Shakespeare                   |
| 1998 | John Williams                                    | Zachraňte vojína Ryana                   |
| 1999 | Thomas Newman                                    | Americká krása                           |
| 1999 | Gabriel Yared                                    | Talentovaný pan Ripley                   |
| 1999 | Michael Nyman                                    | Hranice lásky                            |
| 1999 | Ry Cooder a Nick Gold                            | Buena Vista Social Club                  |

### První desetiletí 21. století
| Rok  | Skladatel                            | Za hudbu ve snímku                   |
| ---- | ------------------------------------ | ------------------------------------ |
| 2000 | Tan Dun                              | Tygr a drak                          |
| 2000 | T Bone Burnett a Carter Burwell      | Bratříčku, kde jsi?                  |
| 2000 | Nancy Wilson                         | Na pokraji slávy                     |
| 2000 | Stephen Warbeck                      | Billy Elliot                         |
| 2000 | Lisa Gerrard a Hans Zimmer           | Gladiátor                            |
| 2001 | Craig Armstrong a Marius de Vries    | Moulin Rouge!                        |
| 2001 | Yann Tiersen                         | Amélie z Montmartu                   |
| 2001 | Angelo Badalamenti                   | Mulholland Drive                     |
| 2001 | Howard Shore                         | Pán prstenů: Společenstvo Prstenu    |
| 2001 | Harry Gregson-Williams a John Powell | Shrek                                |
| 2002 | Philip Glass                         | Hodiny                               |
| 2002 | Wojciech Kilar                       | Pianista                             |
| 2002 | John Williams                        | Chyť mě, když to dokážeš             |
| 2002 | Fred Ebb, Danny Elfman a John Kander | Chicago                              |
| 2002 | Howard Shore                         | Gangy New Yorku                      |
| 2003 | T Bone Burnett a Gabriel Yared       | Návrat do Cold Mountain              |
| 2003 | Alexandre Desplat                    | Dívka s perlou                       |
| 2003 | Howard Shore                         | Pán prstenů: Návrat krále            |
| 2003 | RZA                                  | Kill Bill                            |
| 2003 | Brian Reitzell a Kevin Shields       | Ztraceno v překladu                  |
| 2004 | Gustavo Santaolalla                  | Motocyklové deníky                   |
| 2004 | Craig Armstrong                      | Ray                                  |
| 2004 | Jan A. P. Kaczmarek                  | Hledání Země Nezemě                  |
| 2004 | Bruno Coulais                        | Slavíci v kleci                      |
| 2004 | Howard Shore                         | Letec                                |
| 2005 | John Williams                        | Gejša                                |
| 2005 | T Bone Burnett                       | Walk the Line                        |
| 2005 | Gustavo Santaolalla                  | Zkrocená hora                        |
| 2005 | Alberto Iglesias                     | Nepohodlný                           |
| 2005 | George Fenton                        | Show začíná                          |
| 2006 | Gustavo Santaolalla                  | Babel                                |
| 2006 | David Arnold                         | Casino Royale                        |
| 2006 | Henry Krieger                        | Dreamgirls                           |
| 2006 | John Powell                          | Happy Feet                           |
| 2006 | Alexandre Desplat                    | Královna                             |
| 2007 | Christopher Gunning                  | Edith Piaf                           |
| 2007 | Dario Marianelli                     | Pokání                               |
| 2007 | Jonny Greenwood                      | Až na krev                           |
| 2007 | Marc Streitenfeld                    | Americký gangster                    |
| 2007 | Alberto Iglesias                     | Lovec draků                          |
| 2008 | Allah Rakha Rahman                   | Milionář z chatrče                   |
| 2008 | James Newton Howard a Hans Zimmer    | Temný rytíř                          |
| 2008 | Alexandre Desplat                    | Pozoruhodný případ Benjamina Buttona |
| 2008 | Benny Andersson a Björn Ulvaeus      | Mamma Mia!                           |
| 2008 | Thomas Newman                        | Vall-I                               |
| 2009 | Michael Giacchino                    | Vzhůru do oblak                      |
| 2009 | T Bone Burnett a Stephen Bruton      | Crazy Heart                          |
| 2009 | James Horner                         | Avatar                               |
| 2009 | Alexandre Desplat                    | Fantastický pan Lišák                |
| 2009 | Chaz Jankel                          | Sex & Drugs & Rock & Roll            |

### Druhé desetiletí 21. století
| Rok  | Skladatel                                | Za hudbu ve snímku             |
| ---- | ---------------------------------------- | ------------------------------ |
| 2010 | Alexandre Desplat                        | Králova řeč                    |
| 2010 | John Powell                              | Jak vycvičit draka             |
| 2010 | Hans Zimmer                              | Počátek                        |
| 2010 | Danny Elfman                             | Alenka v říši divů             |
| 2010 | Allah Rakha Rahman                       | 127 hodin                      |
| 2011 | Ludovic Bource                           | Umělec                         |
| 2011 | Alberto Iglesias                         | Jeden musí z kola ven          |
| 2011 | Trent Reznor a Atticus Ross              | Muži, kteří nenávidí ženy      |
| 2011 | Howard Shore                             | Hugo a jeho velký objev        |
| 2011 | John Williams                            | Válečný kůň                    |
| 2012 | Thomas Newman                            | Skyfall                        |
| 2012 | Alexandre Desplat                        | Argo                           |
| 2012 | Mychael Danna                            | Pí a jeho život                |
| 2012 | John Williams                            | Lincoln                        |
| 2012 | Dario Marianelli                         | Anna Karenina                  |
| 2013 | Steven Price                             | Gravitace                      |
| 2013 | Henry Jackman                            | Kapitán Phillips               |
| 2013 | Hans Zimmer                              | 12 let v řetězech              |
| 2013 | John Williams                            | Zlodějka knih                  |
| 2013 | Thomas Newman                            | Zachraňte pana Bankse          |
| 2014 | Alexandre Desplat                        | Grandhotel Budapešť            |
| 2014 | Mica Levi                                | Pod kůží                       |
| 2014 | Jóhann Jóhannsson                        | Teorie všeho                   |
| 2014 | Hans Zimmer                              | Kód Enigmy                     |
| 2014 | Antonio Sánchez                          | Birdman                        |
| 2015 | Ennio Morricone                          | Osm hrozných                   |
| 2015 | Rjúiči Sakamoto a Carsten Nicolai        | Revenant Zmrtvýchvstání        |
| 2015 | John Williams                            | Star Wars: Síla se probouzí    |
| 2015 | Jóhann Jóhannsson                        | Sicario: Nájemný vrah          |
| 2015 | Thomas Newman                            | Most špionů                    |
| 2016 | Justin Hurwitz                           | La La Land                     |
| 2016 | Mica Levi                                | Jackie                         |
| 2016 | Jóhann Jóhannsson                        | Příchozí                       |
| 2016 | Abel Korzeniowski                        | Noční zvířata                  |
| 2016 | Hauschka a Dustin O'Halloran             | Lion                           |
| 2017 | Alexandre Desplat                        | Tvář vody                      |
| 2017 | Hans Zimmer                              | Dunkerk                        |
| 2017 | Dario Marianelli                         | Nejtemnější hodina             |
| 2017 | Benjamin Wallfisch a Hans Zimmer         | Blade Runner 2049              |
| 2017 | Jonny Greenwood                          | Nit z přízraků                 |
| 2018 | Bradley Cooper, Lady Gaga a Lukas Nelson | Zrodila se hvězda              |
| 2018 | Terrence Blanchard                       | BlacKkKlansman                 |
| 2018 | Nicholas Britell                         | Kdyby ulice Beale mohla mluvit |
| 2018 | Alexandre Desplat                        | Psí ostrov                     |
| 2018 | Marc Shaiman                             | Mary Poppins se vrací          |
| 2019 | Hildur Guðnadóttir                       | Joker                          |
| 2019 | Thomas Newman                            | 1917                           |
| 2019 | Michael Giacchino                        | Králíček Jojo                  |
| 2019 | Alexandre Desplat                        | Malé ženy                      |
| 2019 | John Williams                            | Star Wars: Vzestup Skywalkera  |

### Třetí desetiletí 21. století
| Rok  | Skladatel                                | Za hudbu ve snímku                             |
| ---- | ---------------------------------------- | ---------------------------------------------- |
| 2020 | Jon Batiste, Trent Reznor a Atticus Ross | Duše                                           |
| 2020 | Emile Mosseri                            | Minari                                         |
| 2020 | James Newton Howard                      | Zprávy ze světa                                |
| 2020 | Anthony Willis                           | Nadějná mladá žena                             |
| 2020 | Trent Reznor a Atticus Ross              | Mank                                           |
| 2021 | Hans Zimmer                              | Duna                                           |
| 2021 | Daniel Pemberton                         | Ricardovi                                      |
| 2021 | Nicholas Britell                         | K zemi hleď!                                   |
| 2021 | Alexandre Desplat                        | Francouzská depeše Liberty, Kansas Evening Sun |
| 2021 | Jonny Greenwood                          | Síla psa                                       |
| 2022 | Hauschka                                 | Na západní frontě klid                         |
| 2022 | Justin Hurwitz                           | Babylon                                        |
| 2022 | Carter Burwell                           | Víly z Inisherinu                              |
| 2022 | Son Lux                                  | Všechno, všude, najednou                       |
| 2022 | Alexandre Desplat                        | Pinocchio Guillerma del Tora                   |
| 2023 | Ludwig Göransson                         | Oppenheimer                                    |
| 2023 | Robbie Robertson                         | Zabijáci rozkvetlého měsíce                    |
| 2023 | Jerskin Fendrix                          | Chudáčci                                       |
| 2023 | Anthony Willis                           | Saltburn                                       |
| 2023 | Daniel Pemberton                         | Spider-Man: Napříč paralelními světy           |
| 2024 | Daniel Blumberg                          | Brutalista                                     |
| 2024 | Volker Bertelmann                        | Konkláve                                       |
| 2024 | Clément Ducol, Camille Dalmais           | Emilia Pérez                                   |
| 2024 | Robin Carolan                            | Nosferatu                                      |
| 2024 | Kris Bowers                              | Rozzum v divočině                              |